# Lars Kristoferson
Lars Axel Kristoferson, född 29 juni 1942, är en svensk plasmafysiker och miljöforskare.
Lars Axel Kristoferson disputerade i astronomi/plasmafysik på KTH och Stockholms universitet 1976 med en avhandling om solvinden. Han var biträdande chef för Vetenskapsakademins Beijerinstitut i Stockholm 1983–1989 och biträdande chef för Stockholm Environment Institute 1989–1997. 1992, direkt efter Estlands frigörelse från Sovjetunionens ockupation, startade han det första miljöforskningsinstitutet i Baltikum, Stockholm Environment Institute Tallinn (SEIT). Han utnämndes till adjungerad professor i "Energisystem och internationell miljöpolicy" på institutionen för systemekologi på Stockholms universitet 1996. Från 1997 till 1999 var han generalsekreterare för Baltic21, ett gemensamt miljöinitiativ från statsministrarna i de nio Östersjöländerna. Åren 1999–2007 var han generalsekreterare i svenska Världsnaturfonden WWF. Han har suttit i ett flertal svenska forskningsråd och kommittéer, som Forskningsrådet för miljö och areella näringar (Formas), Teknikvetenskapliga forskningsrådet, Statsministerns Kommission för hållbar utveckling, Polarforskningssekretariatet och Delegationen för energiforskning. Han har suttit i styrelserna för bland andra UNEP/Grid Arendal Centre i Norge, Seychelles Island Foundation, Aldabra Foundation, Seychelles University och ARCOS - Albertine Rift Regional Conservation Society (Rwanda). Mellan 1984 och 2021 var han Generalkonsul i Sverige för Republiken Seychellerna, där han särskilt engagerade sig i miljö- och klimatfrågor samt att skydda världsarvet Aldabra.
Lars Kristoferson har mottagit Kung Carl XVI Gustafs guldmedalj för miljö- och polarforskning, tidskriften Veckans Affärers "Social Capitalism Award" och en guldmedalj för miljö och naturvård från republiken Sacha/Yakutien, Ryssland. Han är mångårig körsångare och före detta ordförande i Lidingö Kammarkör. Genom åren har han ofta framträtt i den offentliga debatten om energi, miljö och klimat.